# 居室逍遥蛛
居室逍遥蛛（学名：Philodromus chambaensis）为逍遥蛛科逍遥蛛属的动物。分布于印度以及中国大陆的西藏等地，常栖息于草丛。该物种的模式产地在印度。